# Oak Point (Texas)
Oak Point é uma cidade localizada no estado norte-americano do Texas, no Condado de Denton.

## Demografia
Segundo o censo norte-americano de 2000, a sua população era de 1747 habitantes.
Em 2006, foi estimada uma população de 2.585, um aumento de 838 (48,0%).

## Geografia
De acordo com o United States Census Bureau tem uma área de
15,4 km², dos quais 14,8 km² cobertos por terra e 0,6 km² cobertos por água.

## Localidades na vizinhança
O diagrama seguinte representa as localidades num raio de 8 km ao redor de Oak Point.